# Евдемонізм
Евдемонізм — етичний напрям, що вважає своїм принципом або метою життя щастя.
Евдемонізм  це античний принцип життєрозуміння, пізніше в етиці — принцип тлумачення і обґрунтування моралі, згідно з яким щастя («блаженство») є найвищою метою людського життя. Передумовою античного евдемонізму є Сократова ідея внутрішньої свободи, що досягається завдяки самосвідомості особи та її незалежності від зовнішнього світу. Хоча евдемонізм виник одночасно і в тісному зв'язку з гедонізмом, вони у відомому смислі протистояли один одному: щастя є не просто тривале і гармонійне задоволення (Арістотель), а результат подолання прагнення до відчуттів, насолод шляхом самообмеження, вправ, аскези, звільнення від прив'язаностей до зовнішнього світу та його благ й свобода, що досягається при цьому, від зовнішньої необхідності й мінливостей долі; це розумність, тотожна справжній чесноті. Кініки виставляють як життєвий принцип боротьбу з пристрастями, що поневолили людину. Киренаїки по суті розвивають ті ж мотиви: щастя залежить не від зовнішніх обставин, а від вироблення правильного відношення до них. Стоїцизм характеризує внутрішню свободу людини як радісну покірливість долі, бо значення для нього має лише те, що залежить від його відношення до зовнішніх обставин, а не від мінливостей долі.